# Liga Europa da UEFA de 2012–13
A Liga Europa da UEFA de 2012–13 foi a quarta edição da competição com esse formato e com esse nome (anteriormente chamada de Taça UEFA). A final foi disputada no Amsterdam Arena em Amesterdão, nos Países Baixos. O Chelsea venceu o Benfica por 2–1 e sagrou-se campeão.

## Distribuição de vagas e qualificação
Um total de 193 equipes de 53 federações filiadas a UEFA participarão da Liga Europa da UEFA na temporada de 2012-13. As vagas por associação são definidas pelo Ranking de Coeficiência da UEFA de 2011, que calcula a performance dos clubes de cada país das temporadas de 2006–07 a 2010–11.
As vagas para a Liga Europa da UEFA de 2012-13 foram definidas da seguinte maneira:
- Associações das posições 1 a 6 têm três times qualificados;

- Associações das posições 7 a 9 têm quatro times qualificados;

- Associações das posições 10 a 51 têm três times qualificados, excluindo Liechtenstein com uma vaga;

- Associações das posições 52 e 53 têm dois times qualificados;

- Os três melhores colocados no UEFA Fair Play ranking de 2011-12 serão qualificados;

- Oito times eliminados na Liga dos Campeões da UEFA de 2012-13 serão transferidos para a Liga Europa da UEFA;

| Rank | Associação       | Coef.  | Times | Notas  |
| ---- | ---------------- | ------ | ----- | ------ |
| 1    | Inglaterra       | 85.785 | 3     |        |
| 2    | Espanha          | 82.329 | 3     |        |
| 3    | Alemanha         | 69.436 | 3     |        |
| 4    | Itália           | 60.552 | 3     |        |
| 5    | França           | 53.678 | 3     |        |
| 6    | Portugal         | 51.596 | 3     |        |
| 7    | Rússia           | 44.707 | 4     |        |
| 8    | Ucrânia          | 43.883 | 4     |        |
| 9    | Países Baixos    | 40.129 | 4     | +1(FP) |
| 10   | Turquia          | 35.050 | 3     |        |
| 11   | Grécia           | 34.166 | 3     |        |
| 12   | Denmark          | 30.550 | 3     |        |
| 13   | Bélgica          | 27.000 | 3     |        |
| 14   | Romênia          | 25.824 | 3     |        |
| 15   | Escócia          | 25.141 | 3     |        |
| 16   | Suíça            | 24.900 | 3     |        |
| 17   | Israel           | 22.000 | 3     |        |
| 18   | República Tcheca | 20.850 | 3     |        |

| Rank | Associação           | Coef.  | Times | Notas  |
| ---- | -------------------- | ------ | ----- | ------ |
| 19   | Áustria              | 20.700 | 3     |        |
| 20   | Chipre               | 18.124 | 3     |        |
| 21   | Bulgaria             | 17.875 | 3     |        |
| 22   | Croácia              | 16.124 | 3     |        |
| 23   | Bielorrússia         | 16.083 | 3     |        |
| 24   | Polônia              | 15.916 | 3     |        |
| 25   | Eslováquia           | 14.499 | 3     |        |
| 26   | Noruega              | 14.375 | 3     | +1(FP) |
| 27   | Sérvia               | 14.250 | 3     |        |
| 28   | Suécia               | 14.125 | 3     |        |
| 29   | Bósnia e Herzegovina | 9.124  | 3     |        |
| 30   | Finlândia            | 8.966  | 3     | +1(FP) |
| 31   | Irlanda              | 8.708  | 3     |        |
| 32   | Hungria              | 8.500  | 3     |        |
| 33   | Moldávia             | 7.749  | 3     |        |
| 34   | Lituânia             | 7.708  | 3     |        |
| 35   | Letônia              | 7.415  | 3     |        |
| 36   | Geórgia              | 6.957  | 3     |        |

| Rank | Associação       | Coef. | Times | Notas |
| ---- | ---------------- | ----- | ----- | ----- |
| 37   | Azerbaijan       | 6.165 | 3     |       |
| 38   | Eslovênia        | 6.124 | 3     |       |
| 39   | Macedônia        | 5.207 | 3     |       |
| 40   | Islândia         | 4.957 | 3     |       |
| 41   | Cazaquistão      | 4.374 | 3     |       |
| 42   | Liechtenstein    | 4.000 | 1     |       |
| 43   | Montenegro       | 3.875 | 3     |       |
| 44   | Albânia          | 3.874 | 3     |       |
| 45   | Estônia          | 3.791 | 3     |       |
| 46   | Gales            | 2.790 | 3     |       |
| 47   | Armênia          | 2.583 | 3     |       |
| 48   | Malta            | 2.416 | 3     |       |
| 49   | Irlanda do Norte | 2.249 | 3     |       |
| 50   | Ilhas Faroe      | 1.416 | 3     |       |
| 51   | Luxemburgo       | 1.374 | 3     |       |
| 52   | Andorra          | 1.000 | 2     |       |
| 53   | San Marino       | 0.916 | 2     |       |

## Rodadas de qualificação

### 1ª pré-eliminatória
O sorteio da primeira e segunda rodadas de qualificação foi realizado no dia 25 de junho de 2012. As partidas de ida foram realizadas em 3 e 5 de julho, e as partidas de volta foram realizadas em 10 e 12 de julho de 2012.
| Equipe 1           | Total    | Equipe 2           | 1.º jogo | 2.º jogo |
| ------------------ | -------- | ------------------ | -------- | -------- |
| Narva Trans        | 0–7      | Inter Baku         | 0–5      | 0–2      |
| MTK                | 2–3      | Senica             | 1–1      | 2–1      |
| Tirana             | 2–0      | Grevenmacher       | 2–0      | 0–0      |
| Torpedo Kutaisi    | 1–2      | Aktobe             | 1–1      | 0–1      |
| Borac              | 3–3 (gf) | Čelik Nikšić       | 2–2      | 1–1      |
| Baku               | 0–2      | Mura               | 0–0      | 0–2      |
| Elfsborg           | 12–0     | Floriana           | 8–0      | 4–0      |
| Renova             | 8–0      | Libertas           | 4–0      | 4–0      |
| FC Santa Coloma    | 1–4      | Osijek             | 0–1      | 1–3      |
| Jagodina           | 0–1      | Ordabasy           | 0–1      | 0–0      |
| Differdange        | 6–0      | NSÍ                | 3–0      | 3–0      |
| Crusaders          | 0–4      | Rosenborg          | 0–3      | 0–1      |
| Cefn Druids        | 0–5      | MYPA               | 0–0      | 0–5      |
| Levadia            | 2–2 (gf) | Šiauliai           | 1–0      | 1–2      |
| Bohemians          | 1–5      | Þór Akureyri       | 0–0      | 1–5      |
| Sarajevo           | 9–6      | Hibernians         | 5–2      | 4–4      |
| Twente             | 9–0      | UE Santa Coloma    | 6–0      | 3–0      |
| Rudar Pljevlja     | 1–2      | Shirak             | 0–1      | 1–1      |
| Flamurtari         | 0–3      | Honvéd             | 0–1      | 0–2      |
| Dacia              | 2–0      | Celje              | 1–0      | 1–0      |
| Sūduva             | 3–3 (gf) | Daugava            | 0–1      | 3–2      |
| KuPS               | 3–2      | Llanelli           | 2–1      | 1–1      |
| Cliftonville       | 1–4      | Kalmar FF          | 1–0      | 0–4      |
| Víkingur           | 0–10     | Gomel              | 0–6      | 0–4      |
| FH                 | 3–1      | Eschen/Mauren      | 2–1      | 1–0      |
| Lech               | 3–1      | Zhetysu            | 2–0      | 1–1      |
| Khazar Lankaran    | 4–2      | Kalju              | 2–2      | 2–0      |
| Birkirkara         | 2–2 (gf) | Metalurg Skopje    | 2–2      | 0–0      |
| Pyunik             | 2–4      | Zeta               | 0–3      | 2–1      |
| Teuta              | 1–9      | Metalurgi Rustavi  | 0–3      | 1–6      |
| Olimpija Ljubljana | 6–0      | Jeunesse Esch      | 3–0      | 3–0      |
| EB/Streymur        | 3–3 (gf) | Gandzasar          | 3–1      | 0–2      |
| St Patrick's       | 2–2 (gf) | ÍBV                | 1–0      | 1–2      |
| La Fiorita         | 0–6      | Liepājas Metalurgs | 0–2      | 0–4      |
| JJK                | 4–3      | Stabæk             | 2–0      | 2–3      |
| Bangor City        | 1–2      | Zimbru Chișinău    | 0–0      | 1–2      |
| Shkëndija          | 1–2      | Portadown          | 0–0      | 1–2      |

### 2ª pré-eliminatória
| Equipe 1            | Total       | Equipe 2        | 1.º jogo | 2.º jogo |
| ------------------- | ----------- | --------------- | -------- | -------- |
| Khazar Lankaran     | 1–2         | Lech            | 1–1      | 0–1      |
| Eskişehirspor       | 3–1         | St. Johnstone   | 2–0      | 1–1      |
| Hajduk Split        | 2–1         | Skonto          | 2–0      | 0–1      |
| AIK                 | 2–1         | FH              | 1–1      | 1–0      |
| Renova              | 1–2         | Gomel           | 0–2      | 1–0      |
| Naftan Novopolotsk  | 6–7         | Crvena zvezda   | 3–4      | 3–3      |
| Vojvodina           | 5–1         | Sūduva          | 1–1      | 4–0      |
| JJK                 | 3–3 (gf)    | Zeta            | 3–2      | 0–1      |
| Young Boys          | 1–1 (4–1 p) | Zimbru Chișinău | 1–0      | 0–1      |
| Lokomotiv Plovdiv   | 5–7         | Vitesse         | 4–4      | 1–3      |
| Tirana              | 1–6         | Aalesunds       | 1–1      | 0–5      |
| Metalurh Donetsk    | 11–2        | Čelik Nikšić    | 7–0      | 4–2      |
| Maccabi Netanya     | 2–2 (gf)    | KuPS            | 1–2      | 1–0      |
| Mladá Boleslav      | 4–0         | Þór Akureyri    | 3–0      | 1–0      |
| Levadia             | 1–6         | Anorthosis      | 1–3      | 0–3      |
| Milsami             | 4–5         | Aktobe          | 4–2      | 0–3      |
| Slaven Koprivnica   | 10–2        | Portadown       | 6–0      | 4–2      |
| Servette            | 5–1         | Gandzasar       | 2–0      | 3–1      |
| Twente              | 6–1         | Inter Turku     | 1–1      | 5–0      |
| Žalgiris            | 1–6         | Admira          | 1–1      | 1–5      |
| Osijek              | 1–6         | Kalmar FF       | 1–3      | 0–3      |
| Slovan Bratislava   | 1–1 (gf)    | Videoton        | 1–1      | 0–0      |
| Rapid Bucureşti     | 5–1         | MYPA            | 3–1      | 2–0      |
| Metalurgi Rustavi   | 1–5         | Plzeň           | 1–3      | 0–2      |
| Mura                | 1–1 (gf)    | CSKA Sofia      | 0–0      | 0–1      |
| Inter Baku          | 2–2 (2–4 p) | Asteras         | 1–1      | 1–1      |
| Differdange         | 2–4         | Gent            | 0–1      | 2–3      |
| Anzhi               | 5–0         | Honvéd          | 1–0      | 4–0      |
| Levski Sofia        | 2–3         | Sarajevo        | 1–0      | 1–3      |
| Liepājas Metalurgs  | 3–7         | Legia           | 2–2      | 1–5      |
| Shakhtyor Salihorsk | 1–1 (gf)    | Ried            | 1–1      | 0–0      |
| Bnei Yehuda         | 3–0         | Shirak          | 2–0      | 1–0      |
| Rosenborg           | 4–3         | Ordabasy        | 2–2      | 2–1      |
| Spartak Trnava      | 4–2         | Sligo           | 3–1      | 1–1      |
| Dacia               | 1–2         | Elfsborg        | 1–0      | 0–2      |
| Široki Brijeg       | 2–3 (pro)   | St Patrick's    | 1–1      | 1–2      |
| APOEL               | 3–0         | Senica          | 2–0      | 1–0      |
| Ruch                | 6–1         | Metalurg Skopje | 3–1      | 3–0      |
| AGF Aarhus          | 2–5         | Dila            | 1–2      | 1–3      |
| Olimpija Ljubljana  | 0–1 (pro)   | Tromsø          | 0–0      | 0–1      |

### 3ª pré-eliminatória
O sorteio da terceira rodada de qualificação foi realizado no dia 20 de julho de 2012. As partidas de ida serão realizadas em 2 de agosto e as partidas de volta serão realizadas em 9 de agosto de 2012.
| Equipe 1         | Total       | Equipe 2          | 1.º jogo | 2.º jogo |
| ---------------- | ----------- | ----------------- | -------- | -------- |
| Videoton         | 4–0         | Gent              | 1–0      | 3–0      |
| AIK              | 3–1         | Lech              | 3–0      | 0–1      |
| Eskişehirspor    | 1–4         | Marseille         | 1–1      | 0–3      |
| Crvena zvezda    | 0–0 (6–5 p) | Omonia            | 0–0      | 0–0      |
| Sarajevo         | 2–2 (gf)    | Zeta              | 2–1      | 0–1      |
| Admira           | 2–4         | Sparta Praha      | 0–2      | 2–2      |
| Kalmar FF        | 1–3         | Young Boys        | 1–0      | 0–3      |
| Dundee United    | 2–7         | Dynamo Moscow     | 2–2      | 0–5      |
| Arsenal Kiev     | 2–3         | Mura              | 0–3      | 2–0      |
| Bursaspor        | 6–1         | KuPS              | 0–1      | 6–0      |
| Steaua București | 3–1         | Spartak Trnava    | 0–1      | 3–0      |
| Gomel            | 0–4         | Liverpool         | 0–1      | 0–3      |
| Ried             | 3–4         | Legia             | 2–1      | 1–3      |
| St Patrick's     | 0–5         | Hannover          | 0–3      | 0–2      |
| Servette         | 1–1 (gf)    | Rosenborg         | 1–1      | 0–0      |
| Athletic Bilbao  | 4–3         | Slaven Koprivnica | 3–1      | 1–2      |
| Anzhi            | 4–0         | Vitesse           | 2–0      | 2–0      |
| Asteras          | 1–1 (gf)    | Marítimo          | 1–1      | 0–0      |
| Heerenveen       | 4–1         | Rapid Bucureşti   | 4–0      | 0–1      |
| Ruch             | 0–7         | Plzeň             | 0–2      | 0–5      |
| Horsens          | 4–3         | Elfsborg          | 1–1      | 3–2      |
| APOEL            | 3–1         | Aalesunds         | 2–1      | 1–0      |
| Hajduk Split     | 2–3         | Internazionale    | 0–3      | 2–0      |
| Vojvodina        | 2–3         | Rapid Wien        | 2–1      | 0–2      |
| Genk             | 4–2         | Aktobe            | 2–1      | 2–1      |
| Tromsø           | 2–1         | Metalurh Donetsk  | 1–1      | 1–0      |
| Twente           | 4–0         | Mladá Boleslav    | 2–0      | 2–0      |
| Bnei Yehuda      | 1–6         | PAOK              | 0–2      | 1–4      |
| Dila             | 3–1         | Anorthosis        | 0–1      | 3–0[a]   |

- a ^  Partida suspensa aos 37 minutos do segundo tempo por problemas com a torcida. Dila vencia por 3–0. Este resultado foi confirmado pela UEFA.[5]

## Rodada de Play-off
62 equipes vão jogar na rodada de play-off: os 29 vencedores da terceira rodada pré-eliminatória, 19 equipes que entram nesta rodada e 14 perdedores da 3ª pré-eliminatória da Liga dos Campeões da UEFA de 2012-13 (10 campeões e 4 não-campeões).
O sorteio foi realizado em 10 de agosto de 2012. As partidas de ida serão realizadas em 22 e 23 de agosto e as partidas de volta em 28 e 30 de agosto de 2012.
| Equipe 1            | Total       | Equipe 2              | 1.º jogo | 2.º jogo |
| ------------------- | ----------- | --------------------- | -------- | -------- |
| Anzhi               | 6–0         | AZ                    | 1–0      | 5–0      |
| APOEL               | 2–4         | Neftçi Baku           | 1–1      | 1–3      |
| Atromitos           | 1–2         | Newcastle United      | 1–1      | 0–1      |
| Tromsø              | 3–3 (gf)    | Partizan              | 3–2      | 0–1      |
| Vaslui              | 2–4         | Internazionale        | 0–2      | 2–2      |
| Heart of Midlothian | 1–2         | Liverpool             | 0–1      | 1–1      |
| Athletic Bilbao     | 9–3         | HJK                   | 6–0      | 3–3      |
| Marítimo            | 3–0         | Dila                  | 1–0      | 2–0      |
| Debrecen            | 1–7         | Club Brugge           | 0–3      | 1–4      |
| Molde               | 4–1         | Heerenveen            | 2–0      | 2–1      |
| Sheriff             | 1–2         | Marseille             | 1–2      | 0–0      |
| Trabzonspor         | 0–0 (2–4 p) | Videoton              | 0–0      | 0–0      |
| Midtjylland         | 2–3         | Young Boys            | 0–3      | 2–0      |
| Dinamo București    | 1–4         | Metalist Kharkiv      | 0–2      | 1–2      |
| Śląsk               | 4–10        | Hannover              | 3–5      | 1–5      |
| Horsens             | 1–6         | Sporting CP           | 1–1      | 0–5      |
| Hapoel Tel Aviv     | 7–1         | Dudelange             | 3–1      | 0–4      |
| Feyenoord           | 2–4         | Sparta Praha          | 2–2      | 0–2      |
| Crvena zvezda       | 2–3         | Bordeaux              | 0–0      | 2–3      |
| Motherwell          | 0–3         | Levante               | 0–2      | 0–1      |
| Lokeren             | 2–2 (gf)    | Plzeň                 | 2–1      | 0–1      |
| Lazio               | 5–1         | Mura                  | 2–0      | 3–1      |
| AIK                 | 2–1         | CSKA Moscou           | 0–1      | 2–0      |
| Bursaspor           | 4–5 (pro)   | Twente                | 3–1      | 1–4      |
| Legia               | 2–3         | Rosenborg             | 1–1      | 1–2      |
| Steaua București    | 5–0         | Ekranas               | 2–0      | 3–0      |
| Liberec             | 4–6         | Dnipro Dnipropetrovsk | 2–2      | 2–4      |
| Stuttgart           | 3–1         | Dínamo de Moscou      | 2–0      | 1–1      |
| PAOK                | 2–4         | Rapid Wien            | 2–1      | 0–3      |
| Luzern              | 2–3         | Genk                  | 2–1      | 0–2      |
| Zeta                | 0–14        | PSV Eindhoven         | 0–5      | 0–9      |

## Fase de Grupos
A fase de grupos foi disputada por 48 equipes: os 31 vencedores da fase de play-off, 7 que entraram direto, e os 10 perdedores da fase de play-off da Liga dos Campeões.
As equipes apuradas para a fase de grupos foram divididas em 4 potes, de acordo com os seus coeficientes na UEFA e, em seguida, sorteados em doze grupos de quatro equipes cada. Equipes da mesma federação não poderão ser tiradas num mesmo grupo. O sorteio foi realizado em 31 de agosto de 2012 em Mônaco.
Em cada grupo, as equipes jogaram entre si em jogos de ida e volta. As jornadas são em 20 de setembro, 4 de outubro, 25 de outubro, 08 de novembro, 22 de novembro e 6 de dezembro de 2012. Os vencedores de cada grupo e os segundos colocados vão para a rodada de 32-avos, onde serão acompanhados pelas 8 equipes terceiro colocadas da fase de grupos da Liga dos Campeões.
Se duas ou mais equipes terminarem iguais em pontos no final dos jogos do grupo, os seguintes critérios serão aplicados para determinar o ranking (em ordem decrescente):
1. maior número de pontos obtidos nos jogos entre as equipes em questão;
2. saldo de gols superior dos jogos disputados entre as equipes em questão;
3. maior número de gols marcados nos jogos disputados entre as equipes em questão;
4. maior número de gols marcados fora de casa nos jogos disputados entre as equipes em questão;
5. se, após a aplicação dos critérios de 1) a 4) para várias equipes, duas equipes ainda têm um ranking igual, os critérios de 1) a 4) serão reaplicados para determinar o ranking destas equipes;
6. saldo de gols de todos os jogos disputados no grupo;
7. maior número de gols marcados em todos os jogos disputados no grupo;
8. maior número de pontos acumulados pelo clube em questão, bem como a sua associação, ao longo das últimas cinco temporadas.

| Pote 1 | Pote 2 | Pote 3 | Pote 4 |
| --- | --- | --- | --- |
| - Atlético de Madrid (Defensor do título) - Internazionale - Lyon - Liverpool - Marseille - Sporting CP - PSV Eindhoven - Tottenham Hotspur - Bayer Leverkusen - Bordeaux - Twente - Stuttgart | - Basel - Metalist Kharkiv - Panathinaikos - Athletic Bilbao - Copenhagen - Fenerbahçe - Rubin Kazan - Napoli - Udinese - Club Brugge - Hapoel Tel Aviv - Hannover | - Lazio - Steaua București - Sparta Praha - Rosenborg - Newcastle United - Young Boys - Levante - Genk - Borussia Mönchengladbach - Partizan - Viktoria Plzeň - Dnipro Dnipropetrovsk | - Helsingborg - Marítimo - Rapid Wien - Académica - Anzhi - Maribor - AIK - AEL Limassol - Ironi Kiryat Shmona - Molde - Videoton - Neftçi Baku |

| Legenda                                  |
| ---------------------------------------- |
| Classificados à fase de 16-avos de final |
| Eliminados                               |

### Grupo A
| Equipe     | Pts | J | V | E | D | GP | GC | SG |
| ---------- | --- | - | - | - | - | -- | -- | -- |
| Liverpool  | 10  | 6 | 3 | 1 | 2 | 11 | 9  | +2 |
| Anzhi      | 10  | 6 | 4 | 0 | 2 | 7  | 4  | +3 |
| Young Boys | 10  | 6 | 3 | 1 | 2 | 14 | 12 | +2 |
| Udinese    | 4   | 6 | 1 | 1 | 4 | 7  | 12 | –5 |

|            | LIV | UDI | YOU | ANZ |
| ---------- | --- | --- | --- | --- |
| Liverpool  | –   | 2–3 | 2–2 | 1–0 |
| Udinese    | 0–1 | –   | 2–3 | 1–1 |
| Young Boys | 3–5 | 3–1 | –   | 3–1 |
| Anzhi      | 1–0 | 2–0 | 2–0 | –   |

### Grupo B
| Equipe             | Pts | J | V | E | D | GP | GC | SG |
| ------------------ | --- | - | - | - | - | -- | -- | -- |
| Viktoria Plzeň     | 13  | 6 | 4 | 1 | 1 | 11 | 4  | +7 |
| Atlético de Madrid | 12  | 6 | 4 | 0 | 2 | 7  | 4  | +3 |
| Académica          | 5   | 6 | 1 | 2 | 3 | 6  | 9  | –3 |
| Hapoel Tel-Aviv    | 4   | 6 | 1 | 1 | 4 | 4  | 11 | –7 |

|                    | ATM | HAP | PLZ | ACA |
| ------------------ | --- | --- | --- | --- |
| Atlético de Madrid | –   | 1–0 | 1–0 | 2–1 |
| Hapoel Tel-Aviv    | 0–3 | –   | 1–2 | 2–0 |
| Plzeň              | 1–0 | 4–0 | –   | 3–1 |
| Académica          | 2–0 | 1–1 | 1–1 | –   |

### Grupo C
| Equipe                   | Pts | J | V | E | D | GP | GC | SG |
| ------------------------ | --- | - | - | - | - | -- | -- | -- |
| Fenerbahçe               | 13  | 6 | 4 | 1 | 1 | 10 | 7  | +3 |
| Borussia Mönchengladbach | 11  | 6 | 3 | 2 | 1 | 11 | 6  | +5 |
| Olympique de Marseille   | 5   | 6 | 1 | 2 | 3 | 9  | 11 | –2 |
| AEL Limassol             | 4   | 6 | 1 | 1 | 4 | 4  | 10 | –6 |

|                          | MAR | FEN | MON | AEL |
| ------------------------ | --- | --- | --- | --- |
| Olympique de Marseille   | –   | 0–1 | 2–2 | 5–1 |
| Fenerbahçe               | 2–2 | –   | 0–3 | 2–0 |
| Borussia Mönchengladbach | 2–0 | 2–4 | –   | 2–0 |
| AEL Limassol             | 3–0 | 0–1 | 0–0 | –   |

### Grupo D
| Equipe           | Pts | J | V | E | D | GP | GC | SG |
| ---------------- | --- | - | - | - | - | -- | -- | -- |
| Bordeaux         | 13  | 6 | 4 | 1 | 1 | 10 | 5  | +5 |
| Newcastle United | 9   | 6 | 2 | 3 | 1 | 7  | 5  | +2 |
| Marítimo         | 6   | 6 | 1 | 3 | 2 | 4  | 6  | –2 |
| Brugge           | 4   | 6 | 1 | 1 | 4 | 6  | 11 | –5 |

|                  | BOR | BRU | NEW | MAR |
| ---------------- | --- | --- | --- | --- |
| Bordeaux         | –   | 4–0 | 2–0 | 1–0 |
| Brugge           | 1–2 | –   | 2–2 | 2–0 |
| Newcastle United | 3–0 | 1–0 | –   | 1–1 |
| Marítimo         | 1–1 | 2–1 | 0–0 | –   |

### Grupo E
| Equipe           | Pts | J | V | E | D | GP | GC | SG |
| ---------------- | --- | - | - | - | - | -- | -- | -- |
| Steaua Bucureşti | 11  | 6 | 3 | 2 | 1 | 9  | 9  | 0  |
| Stuttgart        | 8   | 6 | 2 | 2 | 2 | 9  | 6  | +3 |
| Copenhagen       | 8   | 6 | 2 | 2 | 2 | 5  | 6  | –1 |
| Molde            | 6   | 6 | 2 | 0 | 4 | 6  | 8  | –2 |

|                  | STU | KOB | STE | MOL |
| ---------------- | --- | --- | --- | --- |
| Stuttgart        | –   | 0–0 | 2–2 | 0–1 |
| Copenhagen       | 0–2 | –   | 1–1 | 2–1 |
| Steaua Bucureşti | 1–5 | 1–0 | –   | 2–0 |
| Molde            | 2–0 | 1–2 | 1–2 | –   |

### Grupo F
| Equipe        | Pts | J | V | E | D | GP | GC | SG |
| ------------- | --- | - | - | - | - | -- | -- | -- |
| Dnipro        | 15  | 6 | 5 | 0 | 1 | 16 | 8  | +8 |
| Napoli        | 9   | 6 | 3 | 0 | 3 | 12 | 12 | 0  |
| PSV Eindhoven | 7   | 6 | 2 | 1 | 3 | 8  | 7  | +1 |
| AIK           | 4   | 6 | 1 | 1 | 4 | 5  | 14 | –9 |

|               | PSV | NAP | DNY | AIK |
| ------------- | --- | --- | --- | --- |
| PSV Eindhoven | –   | 3–0 | 1–2 | 1–1 |
| Napoli        | 1–3 | –   | 4–2 | 4–0 |
| Dnipro        | 2–0 | 3–1 | –   | 4–0 |
| AIK           | 1–0 | 1–2 | 2–3 | –   |

### Grupo G
| Equipe      | Pts | J | V | E | D | GP | GC | SG |
| ----------- | --- | - | - | - | - | -- | -- | -- |
| Genk        | 12  | 6 | 3 | 3 | 0 | 9  | 4  | +5 |
| Basel       | 9   | 6 | 2 | 3 | 1 | 7  | 4  | +3 |
| Videoton    | 6   | 6 | 2 | 0 | 4 | 6  | 8  | –2 |
| Sporting CP | 5   | 6 | 1 | 2 | 3 | 4  | 10 | –6 |

|             | SPO | BAS | GEN | VID |
| ----------- | --- | --- | --- | --- |
| Sporting CP | –   | 0–0 | 1–1 | 2–1 |
| Basel       | 3–0 | –   | 2–2 | 1–0 |
| Genk        | 2–1 | 0–0 | –   | 3–0 |
| Videoton    | 3–0 | 2–1 | 0–1 | –   |

### Grupo H
| Equipe         | Pts | J | V | E | D | GP | GC | SG |
| -------------- | --- | - | - | - | - | -- | -- | -- |
| Rubin Kazan    | 14  | 6 | 4 | 2 | 0 | 10 | 3  | +7 |
| Internazionale | 11  | 6 | 3 | 2 | 1 | 11 | 9  | +2 |
| Neftçi Baku    | 3   | 6 | 0 | 3 | 3 | 4  | 8  | –4 |
| Partizan       | 3   | 6 | 0 | 3 | 3 | 3  | 8  | –5 |

|                | INT | RUB | PAR | NEF |
| -------------- | --- | --- | --- | --- |
| Internazionale | –   | 2–2 | 1–0 | 2–2 |
| Rubin Kazan    | 3–0 | –   | 2–0 | 1–0 |
| Partizan       | 1–3 | 1–1 | –   | 0–0 |
| Neftçi Baku    | 1–3 | 0–1 | 1–1 | –   |

### Grupo I
| Equipe              | Pts | J | V | E | D | GP | GC | SG |
| ------------------- | --- | - | - | - | - | -- | -- | -- |
| Lyon                | 16  | 6 | 5 | 1 | 0 | 14 | 8  | +6 |
| Sparta Praha        | 9   | 6 | 2 | 3 | 1 | 9  | 6  | +3 |
| Athletic Bilbao     | 5   | 6 | 1 | 2 | 3 | 7  | 9  | –2 |
| Ironi Kiryat Shmona | 2   | 6 | 0 | 2 | 4 | 6  | 13 | –7 |

|                     | LYO | BIL | PRA | KIR |
| ------------------- | --- | --- | --- | --- |
| Lyon                | –   | 2–1 | 2–1 | 2–0 |
| Atlético de Bilbao  | 2–3 | –   | 0–0 | 1–1 |
| Sparta Praha        | 1–1 | 3–1 | –   | 3–1 |
| Ironi Kiryat Shmona | 3–4 | 0–2 | 1–1 | –   |

### Grupo J
| Equipe        | Pts | J | V | E | D | GP | GC | SG |
| ------------- | --- | - | - | - | - | -- | -- | -- |
| Lazio         | 12  | 6 | 3 | 3 | 0 | 9  | 2  | +7 |
| Tottenham     | 10  | 6 | 2 | 4 | 0 | 8  | 4  | +6 |
| Panathinaikos | 5   | 6 | 1 | 2 | 3 | 4  | 11 | –7 |
| Maribor       | 4   | 6 | 1 | 1 | 4 | 6  | 10 | –4 |

|               | TOT | PAN | LAZ | MAR |
| ------------- | --- | --- | --- | --- |
| Tottenham     | –   | 3–1 | 0–0 | 3–1 |
| Panathinaikos | 1–1 | –   | 1–1 | 1–0 |
| Lazio         | 0–0 | 3–0 | –   | 1–0 |
| Maribor       | 1–1 | 3–0 | 1–4 | –   |

### Grupo K
| Equipe           | Pts | J | V | E | D | GP | GC | SG  |
| ---------------- | --- | - | - | - | - | -- | -- | --- |
| Metalist Kharkiv | 13  | 6 | 4 | 1 | 1 | 9  | 3  | +6  |
| Bayer Leverkusen | 13  | 6 | 4 | 1 | 1 | 9  | 2  | +7  |
| Rosenborg        | 6   | 6 | 2 | 0 | 4 | 7  | 10 | –3  |
| Rapid Wien       | 3   | 6 | 1 | 0 | 5 | 4  | 14 | –10 |

|                  | LEV | MET | ROS | RAP |
| ---------------- | --- | --- | --- | --- |
| Bayer Leverkusen | –   | 0–0 | 1–0 | 3–0 |
| Metalist Kharkiv | 2–0 | –   | 3–1 | 2–0 |
| Rosenborg        | 0–1 | 1–2 | –   | 3–2 |
| Rapid Wien       | 0–4 | 1–0 | 1–2 | –   |

### Grupo L
| Equipe       | Pts | J | V | E | D | GP | GC | SG |
| ------------ | --- | - | - | - | - | -- | -- | -- |
| Hannover     | 12  | 6 | 3 | 3 | 0 | 11 | 8  | +3 |
| Levante      | 11  | 6 | 3 | 2 | 1 | 10 | 5  | +5 |
| Helsingborgs | 4   | 6 | 1 | 1 | 4 | 9  | 12 | –3 |
| Twente       | 4   | 6 | 0 | 4 | 2 | 5  | 10 | –5 |

|              | TWE | HAN | LEV | HEL |
| ------------ | --- | --- | --- | --- |
| Twente       | –   | 2–2 | 0–0 | 1–3 |
| Hannover     | 0–0 | –   | 2–1 | 3–2 |
| Levante      | 3–0 | 2–2 | –   | 1–0 |
| Helsingborgs | 2–2 | 1–2 | 1–3 | –   |

## Fases finais
Nas fases finais, as equipes classificadas jogam em partidas eliminatórias de ida e volta, exceto no jogo final.

### Equipes classificadas
| Chave de cores                                   |
| ------------------------------------------------ |
| Cabeças de série para a fase de 16-avos de final |
| Não cabeças de série a fase de 16-avos de final  |

8jhhh

#### Fase de grupos da Liga Europa
| Grupo | Vencedores       | Vices                    |
| ----- | ---------------- | ------------------------ |
| A     | Liverpool        | Anzhi                    |
| B     | Viktoria Plzeň   | Atlético de Madrid       |
| C     | Fenerbahçe       | Borussia Mönchengladbach |
| D     | Bordeaux         | Newcastle United         |
| E     | Steaua Bucureşti | Stuttgart                |
| F     | Dnipro           | Napoli                   |
| G     | Genk             | Basel                    |
| H     | Rubin Kazan      | Internazionale           |
| I     | Lyon             | Sparta Praha             |
| J     | Lazio            | Tottenham                |
| K     | Metalist Kharkiv | Bayer Leverkusen         |
| L     | Hannover         | Levante                  |

#### Fase de grupos da Liga dos Campeões
| Grupo | Equipa         | Pts | J | V | E | D | GM | GS | DG |
| ----- | -------------- | --- | - | - | - | - | -- | -- | -- |
| E     | Chelsea        | 10  | 6 | 3 | 1 | 2 | 16 | 10 | +6 |
| H     | Cluj           | 10  | 6 | 3 | 1 | 2 | 10 | 8  | +2 |
| B     | Olympiacos     | 9   | 6 | 3 | 0 | 3 | 9  | 9  | 0  |
| G     | Benfica        | 8   | 6 | 2 | 2 | 2 | 5  | 5  | 0  |
| C     | Zenit          | 7   | 6 | 2 | 1 | 3 | 6  | 9  | –3 |
| F     | BATE Borisov   | 6   | 6 | 2 | 0 | 4 | 9  | 15 | –6 |
| A     | Dínamo de Kiev | 5   | 6 | 1 | 2 | 3 | 6  | 10 | –4 |
| D     | Ajax           | 4   | 6 | 1 | 1 | 4 | 8  | 16 | –8 |

### 16-avos de final
| Equipe 1                 | Total       | Equipe 2         | 1.º jogo | 2.º jogo |
| ------------------------ | ----------- | ---------------- | -------- | -------- |
| BATE Borisov             | 0–1         | Fenerbahçe       | 0–0      | 0–1      |
| Internazionale           | 5–0         | Cluj             | 2–0      | 3–0      |
| Levante                  | 4–0         | Olympiacos       | 3–0      | 1–0      |
| Zenit                    | 3–3 (gf)    | Liverpool        | 2–0      | 1–3      |
| Dínamo de Kiev           | 1–2         | Bordeaux         | 1–1      | 0–1      |
| Bayer Leverkusen         | 1–3         | Benfica          | 0–1      | 1–2      |
| Newcastle United         | 1–0         | Metalist Kharkiv | 0–0      | 1–0      |
| Stuttgart                | 3–1         | Genk             | 1–1      | 2–0      |
| Atlético de Madrid       | 1–2         | Rubin Kazan      | 0–2      | 1–0      |
| Ajax                     | 2–2 (2–4 p) | Steaua Bucureşti | 2–0      | 0–2      |
| Basel                    | 3–1         | Dnipro           | 2–0      | 1–1      |
| Anzhi                    | 4–2         | Hannover         | 3–1      | 1–1      |
| Sparta Praha             | 1–2         | Chelsea          | 0–1      | 1–1      |
| Borussia Mönchengladbach | 3–5         | Lazio            | 3–3      | 0–2      |
| Tottenham                | 3–2         | Lyon             | 2–1      | 1–1      |
| Napoli                   | 0–5         | Viktoria Plzeň   | 0–3      | 0–2      |

### Oitavas de final
| Equipe 1         | Total    | Equipe 2         | 1.º jogo | 2.º jogo |
| ---------------- | -------- | ---------------- | -------- | -------- |
| Viktoria Plzeň   | 1–2      | Fenerbahçe       | 0–1      | 1–1      |
| Benfica          | 4–2      | Bordeaux         | 1–0      | 3-2      |
| Anzhi            | 0–1      | Newcastle United | 0–0      | 0–1      |
| Stuttgart        | 1–5      | Lazio            | 0–2      | 1–3      |
| Tottenham        | 4–4 (gf) | Internazionale   | 3–0      | 1–4      |
| Levante          | 0–2      | Rubin Kazan      | 0–0      | 0–2      |
| Basel            | 2–1      | Zenit            | 2–0      | 0–1      |
| Steaua Bucureşti | 2–3      | Chelsea          | 1–0      | 1–3      |

### Quartas de final
O sorteio para este fase ocorreu dia 15 de março de 2013.
| Equipe 1   | Total       | Equipe 2    | 1.º jogo | 2.º jogo |
| ---------- | ----------- | ----------- | -------- | -------- |
| Chelsea    | 5–4         | Rubin Kazan | 3–1      | 2–3      |
| Tottenham  | 4–4 (1–4 p) | Basel       | 2–2      | 2–2      |
| Fenerbahçe | 3–1         | Lazio       | 2–0      | 1–1      |
| Benfica    | 4–2         | Newcastle   | 3–1      | 1–1      |

### Semifinais
O sorteio para este fase ocorreu em 12 de abril de 2013.
| Equipe 1   | Total | Equipe 2 | 1.º jogo | 2.º jogo |
| ---------- | ----- | -------- | -------- | -------- |
| Fenerbahçe | 2–3   | Benfica  | 1–0      | 1–3      |
| Basel      | 2–5   | Chelsea  | 1–2      | 1–3      |

### Final
| 15 de maio de 2013 | Benfica           | 1 – 2     | Chelsea                     | Amsterdam Arena, Amesterdão                |
| 20:45              | Cardozo 68' (pen) | Relatório | Torres 60' · Ivanović 90+2' | Público: 46 163 Árbitro: NED Björn Kuipers |

## Premiação
| Liga Europa da UEFA de 2012–13 |
| Inglaterra                     |
| ------------------------------ |
| Chelsea Campeão (1º título)    |

## Artilheiros
Gols contabilizados a partir da fase de grupos, excluindo as fases de qualificação.
Nomes em negrito são de jogadores que continuam na competição.
| # | Nome            | Equipe         | Gols | Tempo Jogado |
| - | --------------- | -------------- | ---- | ------------ |
| 1 | Libor Kozák     | Lazio          | 8    | 613'         |
| 2 | Edison Cavani   | Napoli         | 7    | 462'         |
| 3 | Óscar Cardozo   | Benfica        | 6    | 495'         |
| 3 | Rodrigo Palacio | Internazionale | 6    | 436'         |
| 5 | José Rondón     | Rubin Kazan    | 5    | 976'         |
| 5 | Fernando Torres | Chelsea        | 5    | 720'         |
| 5 | Raúl Bobadilla  | Young Boys     | 5    | 535'         |
| 8 | Victor Moses    | Chelsea        | 4    | 426'         |

## Ligações Externas
- «Site Oficial». Site Oficial Liga Europa da UEFA